# Odbitka albuminowa

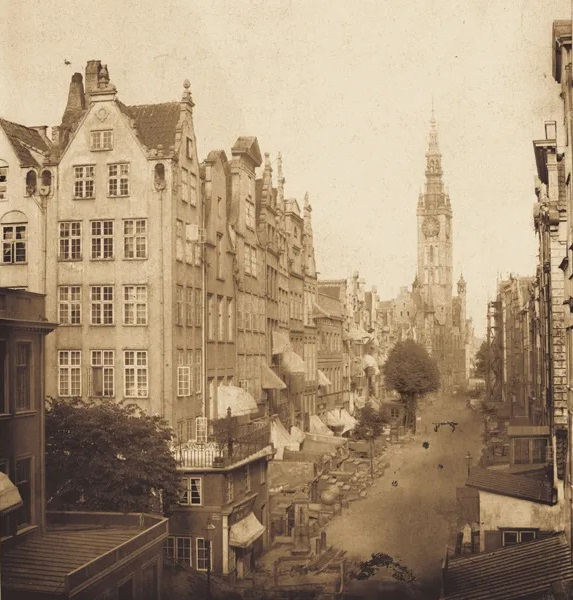
Eduard Heinrich Flottwell, Ulica Długa w Gdańsku, odbitka albuminowa, ok. 1855

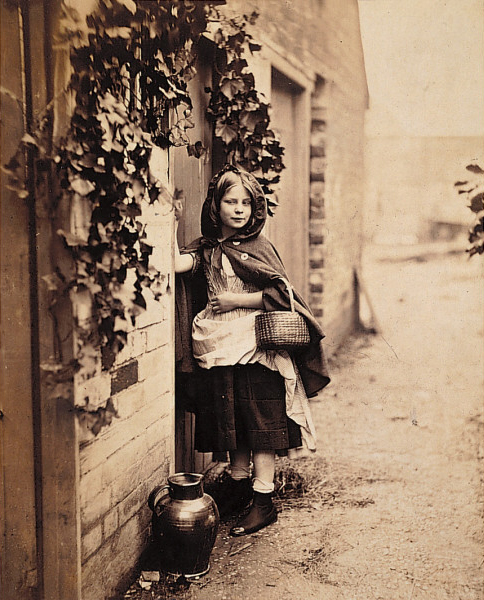
Henry Peach Robinson, Czerwony kapturek, odbitka albuminowa, 1858

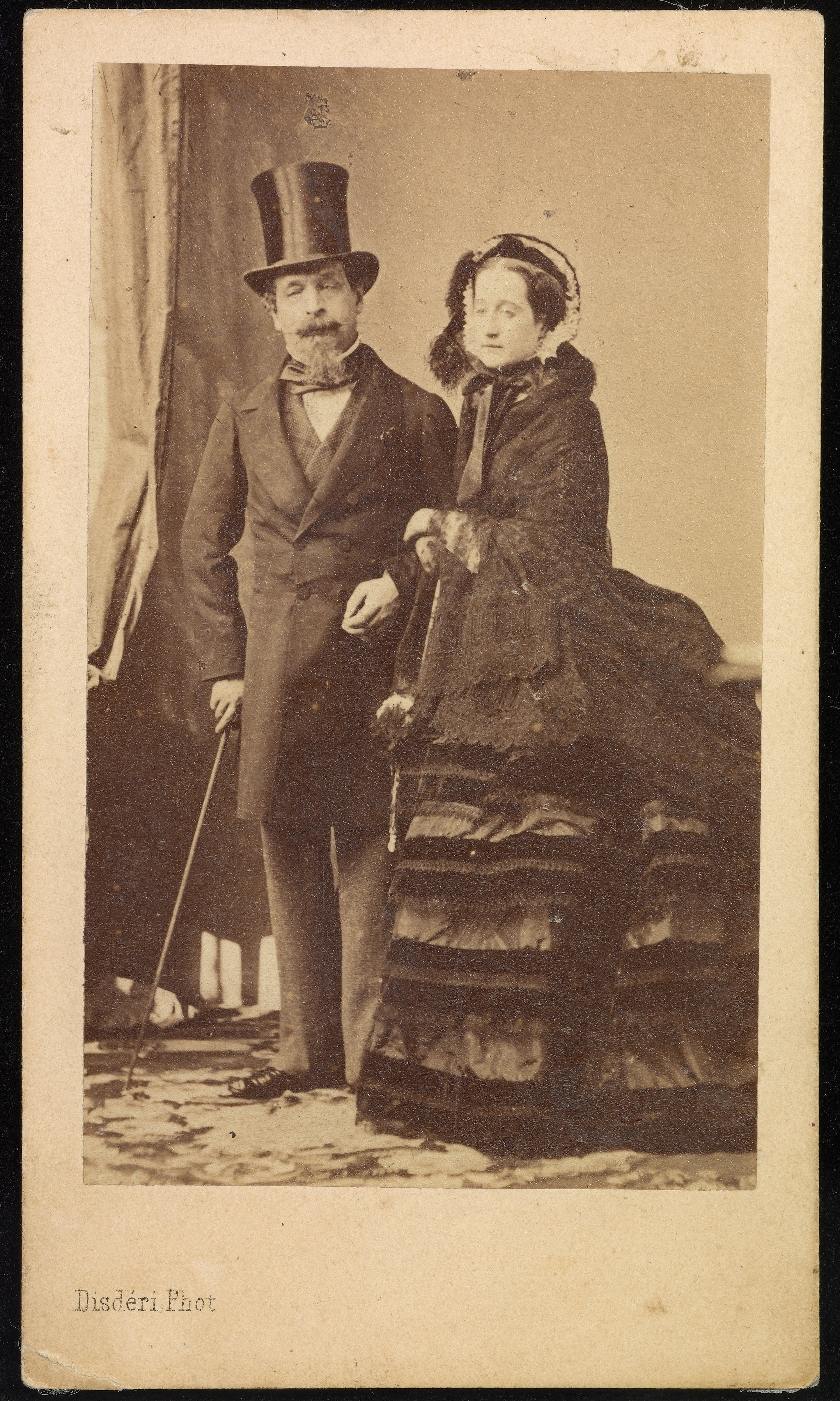
André Adolphe Eugène Disdéri, Napoleon III i Eugenia, odbitka albuminowa naklejona na tekturkę, ok. 1870

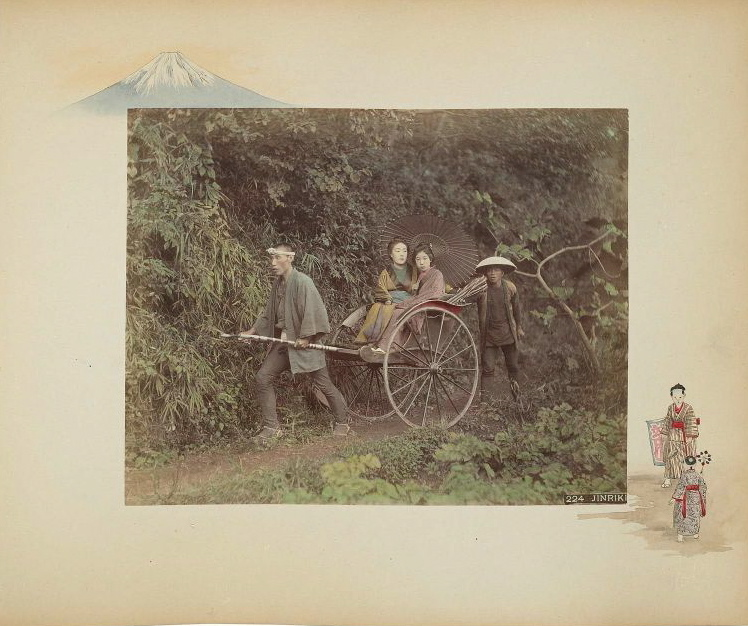
Adolfo Farsari, Jinriki, ręcznie kolorowana odbitka albuminowa naklejona na ozdobny karton, 1886

Odbitka albuminowa (odbitka na papierze albuminowym) – pozytywowy obraz fotograficzny otrzymywany na papierze pokrytym warstwą albuminy i uczulonym w roztworze azotanu srebra. Technika ta, w której używano szklanych negatywów albuminowych lub kolodionowych, dominowała w fotografii w okresie ok. 1850-1885.

## Historia
Wynalazcą techniki był Francuz Louis Désiré Blanquart-Evrard, który po raz pierwszy publicznie zaprezentował ją 27 maja 1850 r. we Francuskiej Akademii Nauk. Szybko zyskała na popularności z powodu swoich właściwości: wysokiej rozdzielczości obrazu, bogactwa szczegółów, błyszczącej powierzchni odbitki. W fotografii portretowej wyparła dagerotypy, a dzięki opatentowanemu w 1854 r. wynalazkowi André Adolphe’a Eugène’a Disdériego, którym była carte de visite, fotograficzne portrety stały się szeroko dostępne. Wynalazek Disdériego pozwalał na zmniejszenie kosztów wykonania pojedynczego zdjęcia, gdyż na jednej płycie (negatywie) wykonywano obok siebie kilka zdjęć, a nie jedno. Zakłady fotograficzne oferujące możliwość wykonania fotograficznego portretu bądź nabycia wizerunków sławnych osób w drugiej połowie XIX wieku pojawiły się w większości europejskich miast, a technika otrzymywania odbitek na papierze albuminowym pozostała powszechnie stosowana niemal do końca stulecia. Wyparły ją inne metody, w tym kolodionowa. Definitywnie zanikła w latach 20. XX wieku.
Ze względu na swoją popularność odbitki albuminowe są współcześnie powszechnie spotykane w archiwach, bibliotekach i zbiorach prywatnych.

## Technika wykonywania
Dobrej jakości papier pokrywano warstwą albuminową. W tym celu ubijano białko z kurzego jajka z chlorkiem sodu (solą kuchenną), a w otrzymanej mieszaninie umieszczano papier, który następnie był suszony w temperaturze 35÷50 °C. Nie był on jeszcze światłoczuły – właściwość tę uzyskiwano w wyniku umieszczenia go pokrytą albuminą stroną na powierzchni roztworu azotanu srebra. Po tej kąpieli papier ponownie suszono, a następnie niezwłocznie (gdyż światłoczułość utrzymywała się jedynie przez krótki okres) przystępowano do wykonywania na nim odbitki.
Pozytyw otrzymywano stykowo, tj. poprzez wystawienie uczulonego papieru za negatywem w tzw. kopioramce na działanie światła dziennego, bo zawierającego promieniowanie UV. Zaciemnione miejsca negatywu przepuszczały niewielką ilość światła, przez co te partie na odbitce pozostawały jasne, i odwrotnie. Uzyskiwany obraz był tej samej wielkości, co negatyw. Po naświetleniu odbitka była płukana w celu usunięcia nienaświetlonych soli srebra, a następnie tonowana, co w rezultacie nadawało jej odcień brązowy, czerwono-brązowy, fioletowy, a nawet niebieskawy. Następnie odbitka była utrwalana tiosiarczanem sodu i ponownie płukana. Bywała również pokrywana werniksem, przez co powierzchnia stawała się bardziej błyszcząca i odporniejsza na starzenie.
Papier, którego używano, był bardzo cienki, gdyż manipulowanie grubszym byłoby trudne. Aby zapobiec zwijaniu się cienkiej odbitki, zazwyczaj naklejano ją na tekturkę. Występowały one w wielu formatach, a do najczęściej stosowanych należały: format wizytówkowy (carte de visite) i format gabinetowy. W technice tej wykonywano także zdjęcia stereoskopowe.
Fotografowie przygotowywali papiery albuminowe samodzielnie bądź kupowali gotowe, które należało jedynie uczulić. Czołowym producentem takich papierów była Dresdner Albuminfabrik GmbH, która w momencie rozkwitu w 1888 roku zużywała rocznie ponad sześć milionów jajek do produkcji blisko dziewięciu milionów arkuszy papieru (46 × 58 cm).

## Zniszczenia
Do najczęściej spotykanych zniszczeń odbitek albuminowych należy żółknięcie i blaknięcie obrazu. Charakterystyczne dla tego rodzaju fotografii są drobne spękania, pojawiające się na powierzchni albuminy, które są jedną z cech pozwalających na identyfikację tej techniki. Potencjalnym źródłem zniszczeń odbitek mogą być tekturki, na które są naklejone, a które często wykonywano z papieru o niskiej jakości.